# Onda Curta (RTP2)
Onda Curta foi uma rubrica de exibição de cinema que existiu na RTP2, onde eram exibidos filmes de curta-metragem. Inicialmente transmitido ao início das noites de sábado, estabeleceu-se nas madrugadas de domingo, como rubrica de referência da 7ª arte.
Ao longo da sua história, para além da exibição de curtas-metragens, convém destacar as parcerias estabelecidas com várias entidades, para a exibição de filmes, como o festival de cinema Monstra, e a iniciativa "Noites Curtas da Onda Curta", durante a madrugada do Solstício de verão, em que eram exibidas maratonas de curtas-metragens, juntamente com a celebração do 10º aniversário da rubrica, em 2006, em colaboração com o município de Vila do Conde.
Teve um prémio com o nome Prémio RTP2-Onda Curta, atribuído às melhores curtas-metragens.

## Filmes Exibidos no Onda Curta
As curta-metragens que foram estreadas em televisão no "Onda Curta" foram dos mais variados tipos e os que mais fizeram sucesso na televisão, como demonstra a lista dos seguintes exemplos que apresentamos de filmes que foram estreados, exibidos ou reexibidos na rubrica "Onda Curta":

### 1997
| Dia de exibição | Titulo do filme e ano                | País de origem | Direção           | Tempo de exibição |
| --------------- | ------------------------------------ | -------------- | ----------------- | ----------------- |
| 8 de novembro   | Gagarin (1994)                       | Rússia         | Aleksey Kharitidi | 4 minutos         |
| 22 de novembro  | Depois de 68 (1994)                  | Irlanda        | Stephen Burke     | 26 minutos        |
| 22 de novembro  | 81 (1996)                            | Irlanda        | Stephen Burke     | 28 minutos        |
| 29 de novembro  | Um Cão Andaluz (1929)                | França         | Luis Buñuel       | 21 minutos        |
| 6 de dezembro   | Boa Viagem (1944)                    | Reino Unido    | Alfred Hitchcock  | 26 minutos        |
| 6 de dezembro   | Aventura malgache (1944)             | Reino Unido    | Alfred Hitchcock  | 32 minutos        |
| 13 de dezembro  | Trinta e Cinco para Cada Lado (1944) | Irlanda        | Damien O'Donnell  | 27 minutos        |
| 20 de dezembro  | As Calças Trocadas (1993)            | Reino Unido    | Nick Park         | 30 minutos        |
| 27 de dezembro  | A Tosquiadela (1995)                 | Reino Unido    | Nick Park         | 30 minutos        |

### 2012

#### Abril
| Dia de exibição | Titulo do filme e ano                     | País de origem            | Direção                                                             | Tempo de exibição |
| --------------- | ----------------------------------------- | ------------------------- | ------------------------------------------------------------------- | ----------------- |
| 1 de abril      | O Mundo Exterior (2010)                   | Estados Unidos            | David O'Reilly                                                      | 17 minutos        |
| 1 de abril      | Os Filhos da Noite (2011)                 | França                    | Caroline Deruas                                                     | 25 minutos        |
| 1 de abril      | O Silêncio Sobre a Pele (2009)            | França                    | Joanna Lurie                                                        | 11 minutos        |
| 1 de abril      | As Máquinas de Maria - Episódio 14 (2008) | Portugal                  | Marta Madureira e Pedro Teixeira                                    | 14 minutos        |
| 1 de abril      | As Máquinas de Maria - Episódio 15 (2008) | Portugal                  | Marta Madureira e Pedro Teixeira                                    | 15 minutos        |
| 1 de abril      | Tiras (2010)                              | Canadá                    | Félix Dufour-Laperrière                                             | 6 minutos         |
| 8 de abril      | Logorama (2009)                           | França                    | François Alaux, Hervé de Crécy, Ludovic Houplain, Nicolas Schmerkin | 16 minutos        |
| 8 de abril      | Recordando Winsor McCay (1976)            | Estados Unidos            | John Canemaker                                                      | 20 minutos        |
| 8 de abril      | Pequeno Nemo (1911)                       | Estados Unidos            | Winsor McCay                                                        | 12 minutos        |
| 8 de abril      | Como funciona um Mosquito (1912)          | Estados Unidos            | Winsor McCay                                                        | 6 minutos         |
| 15 de abril     | Eu não culpo o Futebol (2010)             | Estados Unidos            | Christopher Arcella                                                 | 5 minutos         |
| 15 de abril     | [R] (2011)                                | França                    | Julie Rembauville e Nicolas Bianco-Levrin                           | 12 minutos        |
| 15 de abril     | Filho de Yak (2010)                       | França                    | Christophe Boula                                                    | 26 minutos        |
| 15 de abril     | Magnífica Desolação (2010)                | Brasil                    | Fernando Coimbra                                                    | 19 minutos        |
| 15 de abril     | As Máquinas de Maria - Episódio 16 (2008) | Portugal                  | Marta Madureira e Pedro Teixeira                                    | 5 minutos         |
| 15 de abril     | As Máquinas de Maria - Episódio 17 (2008) | Portugal                  | Marta Madureira e Pedro Teixeira                                    | 5 minutos         |
| 22 de abril     | Babioles (2010)                           | França                    | Matray                                                              | 5 minutos         |
| 22 de abril     | O Circo (2010)                            | França · Canadá           | Nicolas Brault                                                      | 7 minutos         |
| 22 de abril     | Casus Belli (2010)                        | Grécia                    | Yorgos Zois                                                         | 11 minutos        |
| 22 de abril     | Toda a gente diz, amo-te (2010)           | França                    | Cécile Ducrocq                                                      | 6 minutos         |
| 22 de abril     | As Máquinas de Maria - Episódio 18 (2008) | Portugal                  | Marta Madureira e Pedro Teixeira                                    | 4 minutos         |
| 22 de abril     | O capitão chamava Carlos (2010)           | Brasil                    | Andradina Azevedo e Dida Andrade                                    | 19 minutos        |
| 22 de abril     | Os Espíritos Existem (2009)               | Itália                    | Alvise Renzini                                                      | 6 minutos         |
| 29 de abril     | Uma Outra Guerra (2011)                   | França                    | Pierre Ducos é Bertrand Bey                                         | 8 minutos         |
| 29 de abril     | Vicky & Sam (2010)                        | Portugal · Estados Unidos | Nuno Rocha                                                          | 13 minutos        |
| 29 de abril     | Tatamp (2011)                             | Japão                     | Mirai Mizue                                                         | 6 minutos         |
| 29 de abril     | Caminhos do Ódio (2010)                   | Polónia                   | Damian Nenow                                                        | 10 minutos        |
| 29 de abril     | O Véu (2011)                              | Itália                    | Mattia Colombo                                                      | 18 minutos        |
| 29 de abril     | As Máquinas de Maria - Episódio 19 (2008) | Portugal                  | Marta Madureira e Pedro Teixeira                                    | 5 minutos         |
| 29 de abril     | As Máquinas de Maria - Episódio 20 (2008) | Portugal                  | Marta Madureira e Pedro Teixeira                                    | 5 minutos         |

## Ligações Externas
- Rádio e Televisão de Portugal
- Comarca de Arganil
- Diário de Notícias Madeira